# Vía Colectora Puerto Bolívar-Y del Cambio
La Vía Colectora Puerto Bolívar-Y del Cambio (E583) es una vía secundaria de sentido oeste-este ubicada en la Provincia de El Oro.  Esta vía se inicia en la localidad costera de Puerto Bolívar, inmediatamente al occidente de la ciudad de Machala.  A partir de Puerto Bolívar, la colectora se extiende en sentido oriental cruzando Machala. Fuera de Machala, la colectora continua su recorrido en sentido oriental hasta finalizar en la Troncal de la Costa (E25) en el área conocida como la Y del Cambio.

## Localidades destacables
De oeste a este:
- Puerto Bolívar, El Oro
- Machala, El Oro

- Datos: Q2792423